# Aeropuerto Internacional de Urumchi-Diwopu
El Aeropuerto Internacional Diwopu (código IATA:URC; código OACI:ZWWW) (en uigur: ئۈرۈمچى دىئوپا خەلقئارا ئايروپورت, en chino 乌鲁木齐地窝堡国际机场) está situado en la ciudad de Urumchi, Sinkiang, República Popular China.

## Compañías Aéreas
- Air Astana
- Air China
- Ariana Afghan Airlines
- Azerbaijan Airlines
- China Eastern Airlines
- China Southern Airlines
- Dalavia Far East Airways
- Dragonair
- Hainan Airlines
- Korean Air
- Kyrgyz International Airlines
- Kyrgyzstan Airlines
- Pakistan International Airlines
- Shandong Airlines
- Shanghai Airlines
- Shenzhen Airlines
- Siberia Airlines
- Uzbekistan Airways

## Estadísticas
Ver fuente y consulta Wikidata.
- Datos: Q765650
- Multimedia: Ürümqi Diwopu International Airport / Q765650